# Herbert II du Maine
Herbert II, mort le 9 mars 1062, fut comte du Maine de 1051 à 1062. Il était de la famille des Hugonides, fils d'Hugues IV, comte du Maine, et de Berthe de Blois.
Dès la mort d'Hugues IV, Geoffroy II Martel, comte d'Anjou occupe le Maine, chasse Berthe de Blois et l'évêque du Mans, Gervais de Château du Loir, qui se réfugie à la cour de Normandie.
En 1056, Herbert II s'échappe du Mans et se réfugie également à la cour de Guillaume le Conquérant, duc de Normandie. Sa sœur Marguerite est fiancée à Robert Courteheuse, le fils aîné de Guillaume, et Herbert prête hommage à Guillaume pour le Maine et le déclare son héritier. Il meurt en 1062.